# Le Thil-Riberpré
Le Thil-Riberpré és un municipi francès situat al departament del Sena Marítim i a la regió de Normandia. L'any 2007 tenia 212 habitants.

## Demografia

### Població
El 2007 la població de fet de Le Thil-Riberpré era de 212 persones. Hi havia 73 famílies de les quals 9 eren unipersonals (9 homes vivint sols), 17 parelles sense fills, 34 parelles amb fills i 13 famílies monoparentals amb fills.
La població ha evolucionat segons el següent gràfic:
Habitants censats

### Habitatges
El 2007 hi havia 92 habitatges, 76 eren l'habitatge principal de la família, 11 eren segones residències i 5 estaven desocupats. Tots els 91 habitatges eren cases. Dels 76 habitatges principals, 66 estaven ocupats pels seus propietaris, 9 estaven llogats i ocupats pels llogaters i 1 estava cedit a títol gratuït; 2 tenien dues cambres, 7 en tenien tres, 15 en tenien quatre i 51 en tenien cinc o més. 56 habitatges disposaven pel capbaix d'una plaça de pàrquing. A 27 habitatges hi havia un automòbil i a 46 n'hi havia dos o més.

### Piràmide de població
La piràmide de població per edats i sexe el 2009 era:
| Homes | Edats   | Dones |
| ----- | ------- | ----- |
| 0     | 95 o +  | 0     |
| 0     | 90 a 94 | 0     |
| 0     | 85 a 89 | 4     |
| 0     | 80 a 84 | 0     |
| 0     | 75 a 79 | 0     |
| 0     | 70 a 74 | 0     |
| 4     | 65 a 69 | 4     |
| 8     | 60 a 64 | 8     |
| 4     | 55 a 59 | 8     |
| 12    | 50 a 54 | 4     |
| 16    | 45 a 49 | 20    |
| 4     | 40 a 44 | 8     |
| 0     | 35 a 39 | 0     |
| 8     | 30 a 34 | 4     |
| 4     | 25 a 29 | 8     |
| 0     | 20 a 24 | 12    |
| 12    | 15 a 19 | 8     |
| 4     | 10 a 14 | 4     |
| 4     | 5 a 9   | 0     |
| 0     | 0 a 4   | 4     |

## Economia
El 2007 la població en edat de treballar era de 141 persones, 109 eren actives i 32 eren inactives. De les 109 persones actives 103 estaven ocupades (60 homes i 43 dones) i 6 estaven aturades (2 homes i 4 dones). De les 32 persones inactives 13 estaven jubilades, 7 estaven estudiant i 12 estaven classificades com a «altres inactius».

### Ingressos
El 2009 a Le Thil-Riberpré hi havia 83 unitats fiscals que integraven 217 persones, la mediana anual d'ingressos fiscals per persona era de 17.078 €.

### Activitats econòmiques
Dels 7 establiments que hi havia el 2007, 4 eren d'empreses de construcció, 1 d'una empresa de comerç i reparació d'automòbils i 2 d'empreses de transport.
Dels 3 establiments de servei als particulars que hi havia el 2009, 1 era un paleta, 1 guixaire pintor i 1 fusteria.
L'any 2000 a Le Thil-Riberpré hi havia 26 explotacions agrícoles que ocupaven un total de 1.168 hectàrees.

## Poblacions més properes
El següent diagrama mostra les poblacions més properes.